# Hubert Raudaschl
Hubert Raudaschl (ur. 26 sierpnia 1942 w Sankt Gilgen) – austriacki żeglarz, dziewięciokrotny olimpijczyk, dwukrotny srebrny medalista olimpijski.
W trakcie kariery sportowej zdobył dwadzieścia dwa tytuły mistrza kraju, cztery medale mistrzostw świata, w tym dwa złote (w 1964 roku w klasie Finn – w łodzi własnego wyrobu – i w 1978 roku w klasie Minitonner), oraz pięć medali mistrzostw Europy z dwoma złotymi (w 1966 roku w klasie Finn i w 1978 roku w klasie Star). Pierwszy raz powołany został do olimpijskiej reprezentacji kraju w 1960 roku, jednak nie wystąpił w żadnym wyścigu, debiut zatem zaliczył w Tokio cztery lata później. Czterokrotnie był chorążym reprezentacji Austrii na letnich igrzyskach olimpijskich. Dwukrotnie zdobył olimpijskie srebro przegrywając z radzieckim żeglarzem Wałentynem Mankinem w 1968 w klasie Finn i w 1980 w klasie Star. W swoim ostatnim, dziewiątym starcie olimpijskim w 1996 roku ustanowił rekord występów na igrzyskach, który to wynik Ian Millar wyrównał w 2008 roku, a cztery lata później pobił.
Został honorowym obywatelem rodzinnego miasta. Po zakończeniu kariery sportowej skupił się na prowadzeniu rodzinnej firmy produkującej łodzie.
Jego syn Florian uczestniczył w Letnich Igrzyskach Olimpijskich 2012 w klasie Finn.